# 4647 Сюдзі
4647 Сюдзі (4647 Syuji) — астероїд головного поясу, відкритий 9 жовтня 1931 року.
Тіссеранів параметр щодо Юпітера — 3,229.
Названо на честь Сюдзі (яп. しゅうじ(修司) сю: дзі).